# 一担柴
一担柴（学名：Colona floribunda）为锦葵科一担柴属的植物。分布在缅甸、越南、印度、老挝、泰国以及中国大陆的云南等地，生长于海拔1,000米至2,000米的地区，多生在山地次生林里，目前尚未由人工引种栽培。

## 别名
在泡火绳（中国高等植物图鉴）